# Ledetal
Ledetal er ved fotografering et tal, som beskriver lysstyrken fra fotografisk blitzudstyr, og højere ledetallet angiver et kraftigere lys fra blitzen.  Sammenhængen mellem ledetal, afstand, og blændetal for korrekt belysning ved ISO 100-følsomhed er:
Ledetal = Afstand × Blændetal
Enheden for ledetal er meter (m) hvis afstanden måles i meter, og fod (ft) hvis afstanden måles i fod.
Styrken af lys afhænger af afstanden til lyskilden, og den fysiske sammenhæng er, at lyset aftager med kvadratet på afstanden. Det betyder, at hvis afstanden fordobles, falder lysstyrken til en fjerdedel.
Samtidig er der en modsvarende sammenhæng mellem blændetal og lysstyrke, idet blændetallet vokser med kvadratroden af lysstyrken. Hvis lysstyrken firedobles, skal blændetallet derfor gøres dobbelt så stort.
Kombinationen af disse to fysiske sammenhænge betyder, at der med en enkelt lyskilde er en simpel sammenhæng mellem blændetal og afstand: Dobbelt så stor afstand giver halvt så stort blændetal.
Den nævnte definition bruges i lande, hvor meter-systemet er udbredt. Andre steder bruges tilsvarende definitioner, som i stedet baserer sig på fod, og det giver andre værdier. Når der opgives et ledetal, skal afstandsmål og følsomhed derfor specificeres samtidig. 

## Anvendelse
Når ledetallet anvendes til manuel indstilling, korrigeres først for en eventuel anden følsomhed af den film/sensor, man bruger. Igen er der en kvadratisk sammenhæng, idet en firedobling af ISO-tallet svarer til en fordobling af ledetallet.
Derefter måles afstanden til motivet, og denne divideres op i ledetallet, hvilket giver den blænde, som objektivet skal indstilles på.
Kameraets lukkertid har ingen indflydelse, så længe motivet alene oplyses af blitzen; den skal normalt bare sættes på en tid, som er bestemt af kameraets konstruktion og blitzens synkroniseringsmekanisme.
Hvis der er blandet lys fra forskellige kilder i et motiv, eller hvis blitzlyset reflekteres undervejs, er den manuelle indstilling noget vanskeligere og der må korrigeres efter erfaring og tommelfingerregler.
I moderne kameraudstyr er der sjældent brug for disse manuelle udregninger og indstillinger, da dette kan foregå automatisk.